# 隆戈島

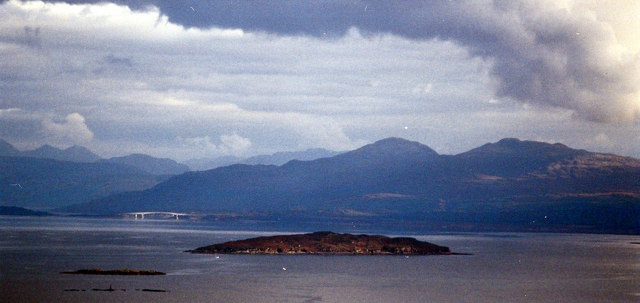

隆戈島是蘇格蘭的島嶼，位於帕拜島以北的大西洋海域，屬於內赫布里底群島的一部分，面積0.5平方公里，最高點海拔高度67米，島上無人居住。
57°19′N 5°53′W / 57.317°N 5.883°W